# Autographa speciosa
Autographa speciosa ist ein in Nordamerika vorkommender  Schmetterling (Nachtfalter) aus Familie der  Eulenfalter (Noctuidae).

## Merkmale

### Falter
Die Falter erreichen eine Flügelspannweite von 34 bis 38 Millimetern. Die Vorderflügeloberseite ist graubraun gefärbt. Die silberweiß schimmernde, tropfenförmige Makel, die dem Gamma (ɣ) aus dem griechischen Alphabet ähnelt, ist relativ groß und zuweilen zwischen den beiden Ästen des Zeichens gefüllt. Das Mittelfeld zwischen Zelle und Innenrand ist schwarzbraun gefärbt und durch schmale weißliche Querlinien eingefasst. Die Postdistalregion ist ebenfalls schwarzbraun und wird von der stark gezackten Wellenlinie scharf begrenzt. Die Hinterflügeloberseite ist graubraun gefärbt und am Saum leicht verdunkelt. Thorax und Hinterleib sind pelzig behaart und mit Haarbüscheln versehen, der Saugrüssel ist gut entwickelt.

### Ähnliche Arten
Bei Autographa v-alba ist das Gamma-Zeichen kleiner und ähnelt der Form eines v.

## Verbreitung und Vorkommen
Autographa speciosa kommt im Nordwesten Nordamerikas vor. Das Verbreitungsgebiet reicht von British Columbia bis nach Kalifornien. Die Art besiedelt sowohl subalpine Wiesen in hohen Lagen als auch Regenwälder in niedrigen Lagen.

## Lebensweise
Die Falter fliegen in einer Generation zwischen Juli und August. Sie sind nachtaktiv und fliegen künstliche Lichtquellen an. Als Nahrungsquelle der Falten dienen die Blüten von Levkojen (Matthiola). Details zur Lebensweise der ersten Ständen müssen noch erforscht werden.